# Comté d'Aoste
1033–1302
Entités précédentes :
- Royaume de Haute-Bourgogne : 
 - Aoste

Entités suivantes :
- Saint-Empire :
-  Duché d'Aoste

Le comté d'Aoste est une ancienne entité territoriale créée au XIe siècle à l'intérieur du royaume de Bourgogne, sous la domination duquel il se trouvait déjà à partir de 904 et abolie en 1302 et qui occupait le territoire de l'actuelle Vallée d'Aoste.

## Comté
Le comté d'Aoste se trouve sous l'autorité du comte Humbert, dès 1024 (comitatus Augustensis). Son fils Burcard, évêque d'Aoste dès 1022, l'appuie dans la gestion de ses domaines. En 1032 un certain « Bavo » est « advocatus et vice comes » lors d'une transaction entre le comte Humbert et un monastère pour un champ situé à Aoste.
Une tradition ecclésiastique ancienne, représentée par Joseph-Auguste Duc et l'abbé Henry ou les historiens du XIXe siècle Léon Ménabréa ou Georges de Manteyer, avançait abusivement que, comme dans les diocèses de Tarentaise de Vienne de Lausanne et de Sion, les évêques d'Aoste auraient été investis du « comitatus » par Rodolphe III l'ultime souverain du royaume de Bourgogne. Il est fait mention d'un Ubertus comes qui serait l'advocatus ou encore d'une « lieutenant et vicomte » en Aoste, que l'on associe au comte Humbert.
L'acte de 923 attribué au pseudo évêque Anselme Ier où il est nommé « episcopus Augustensis ecclesie et comes » est désormais reconnu comme un faux du milieu du XIe siècle. Le comte Humbert actif en Vallée d'Aoste de 1024 à 1040, semble avoir été l'époux d'Ancilie la sœur de l'évêque Anselme (mort en 1025), et il implante son autorité en Vallée d'Aoste avec l'appui de son fils Burcard d'Aoste dans un premier temps en 1022 coadjuteur de son oncle maternel puis lui-même évêque d'Aoste jusqu'en 1033. En tout état de cause Oger Moriset, évêque d'Aoste de 1411 à 1433 se serait désisté officiellement de ce titre quelque peu usurpé à la demande du duc Amédée VIII de Savoie. Les Savoie obtiendront la création du duché d'Aoste en 1536, mais portaient le titre de ducs de Chablais et d'Aoste depuis le XIVe (plutôt que le XIIIe) siècle (d'où les Savoie-Aoste en 1845).

## Vicomté
Les vicomtes d'Aoste sont à l'origine de la maison de Challant, ils ont régi la région pour le compte de leurs suzerains Humbertiens, comtes de Maurienne, puis de Savoie, depuis le XIe siècle à 1295.
Le premier vicomte mentionné serait un certain Bovo, dit advocatus du comte Humbert dans une charte, ou encore de vicecomes dans une charte de 1100. Il pourrait s'agir de Boson. Il est sans doute également responsable de la chancellerie d'Aoste de 1091 à 1125. Son successeur et fils putatif Aymon Ier est le premier à être qualifié de « vicomte d'Aoste » en 1127.
Lorsqu'en 1295, le vicomte Ébal Ier cède avec ses héritiers à la maison de Savoie la vicomté d'Aoste, la puissance de sa famille est considérable. Outre deux tours de la cité d'Aoste symbole de sa fonction la tour Béatrix connue aujourd'hui sous le nom de « tour Bramafan » et la Tourneuve, les Challant possèdent en propre cinq châteaux : Fénis, Cly, Châtillon, Ville et Saint-Martin ainsi que des droits dans 13 paroisses : Saint-Marcel, Fénis, Pontey, Diémoz, Saint-Denis, Châtillon, Saint-Vincent, Torgnon, Antey, Challant, Brusson, Ayas, plus une partie importante de celle d'Issime.